# فهرست سیارک‌ها (۴۰۰۱–۵۰۰۱)
فهرست سیارک‌ها (۴۰۰۱ - ۵۰۰۱) فهرست سیارک‌ها از ۴۰۰۱ تا ۵۰۰۱ است.
| نام  | نام انگلیسی       | تاریخ کشف       |
| ---- | ----------------- | --------------- |
| ۴۰۰۱ | Ptolemaeus        | ۲ اوت ۱۹۴۹      |
| ۴۰۰۲ | Shinagawa         | ۱۴ مه ۱۹۵۰      |
| ۴۰۰۳ | Schumann          | ۸ مارس ۱۹۶۴     |
| ۴۰۰۴ | Listʹev           | ۱۶ سپتامبر ۱۹۷۱ |
| ۴۰۰۵ | Dyagilev          | ۸ اکتبر ۱۹۷۲    |
| ۴۰۰۶ | Sandler           | ۲۹ دسامبر ۱۹۷۲  |
| ۴۰۰۷ | Euryalos          | ۱۹ سپتامبر ۱۹۷۳ |
| ۴۰۰۸ | Corbin            | ۲۲ ژانویه ۱۹۷۷  |
| ۴۰۰۹ | Drobyshevskij     | ۱۳ مارس ۱۹۷۷    |
| ۴۰۱۰ | Nikolʹskij        | ۲۱ اوت ۱۹۷۷     |
| ۴۰۱۱ | Bakharev          | ۲۸ سپتامبر ۱۹۷۸ |
| ۴۰۱۲ | Geballe           | ۷ نوامبر ۱۹۷۸   |
| ۴۰۱۳ | Ogiria            | ۲۱ ژوئیه ۱۹۷۹   |
| ۴۰۱۴ | Heizman           | ۲۸ سپتامبر ۱۹۷۹ |
| ۴۰۱۵ | Wilson-Harrington | ۱۵ نوامبر ۱۹۷۹  |
| ۴۰۱۶ | Sambre            | ۱۵ دسامبر ۱۹۷۹  |
| ۴۰۱۷ | Disneya           | ۲۱ فوریه ۱۹۸۰   |
| ۴۰۱۸ | Bratislava        | ۳۰ دسامبر ۱۹۸۰  |
| ۴۰۱۹ | Klavetter         | ۱ مارس ۱۹۸۱     |
| ۴۰۲۰ | Dominique         | ۱ مارس ۱۹۸۱     |
| ۴۰۲۱ | Dancey            | ۳۰ اوت ۱۹۸۱     |
| ۴۰۲۲ | Nonna             | ۸ اکتبر ۱۹۸۱    |
| ۴۰۲۳ | Jarnik            | ۲۵ اکتبر ۱۹۸۱   |
| ۴۰۲۴ | Ronan             | ۲۴ نوامبر ۱۹۸۱  |
| ۴۰۲۵ | Ridley            | ۲۴ نوامبر ۱۹۸۱  |
| ۴۰۲۶ | Beet              | ۳۰ ژانویه ۱۹۸۲  |
| ۴۰۲۷ | Mitton            | ۲۱ فوریه ۱۹۸۲   |
| ۴۰۲۸ | Pancratz          | ۱۸ فوریه ۱۹۸۲   |
| ۴۰۲۹ | Bridges           | ۲۴ مه ۱۹۸۲      |
| ۴۰۳۰ | Archenhold        | ۲ مارس ۱۹۸۴     |
| ۴۰۳۱ | Mueller           | ۱۲ فوریه ۱۹۸۵   |
| ۴۰۳۲ | Chaplygin         | ۲۲ اکتبر ۱۹۸۵   |
| ۴۰۳۳ | Yatsugatake       | ۱۶ مارس ۱۹۸۶    |
| ۴۰۳۳ | 1986 PA           | ۲ اوت ۱۹۸۶      |
| ۴۰۳۳ | 1986 WD           | ۲۲ نوامبر ۱۹۸۶  |
| ۴۰۳۶ | Whitehouse        | ۲۱ فوریه ۱۹۸۷   |
| ۴۰۳۷ | Ikeya             | ۲ مارس ۱۹۸۷     |
| ۴۰۳۸ | Kristina          | ۲۱ اوت ۱۹۸۷     |
| ۴۰۳۹ | Souseki           | ۱۷ سپتامبر ۱۹۸۷ |
| ۴۰۴۰ | Purcell           | ۲۱ سپتامبر ۱۹۸۷ |
| ۴۰۴۱ | Miyamotoyohko     | ۱۹ فوریه ۱۹۸۸   |
| ۴۰۴۲ | Okhotsk           | ۱۵ ژانویه ۱۹۸۹  |
| ۴۰۴۳ | Perolof           | ۱۷ اکتبر ۱۹۷۷   |
| ۴۰۴۴ | Erikhog           | ۱۶ اکتبر ۱۹۷۷   |
| ۴۰۴۵ | Lowengrub         | ۹ سپتامبر ۱۹۵۳  |
| ۴۰۴۶ | Swain             | ۷ اکتبر ۱۹۵۳    |
| ۴۰۴۷ | Chang'E           | ۸ اکتبر ۱۹۶۴    |
| ۴۰۴۸ | Samwestfall       | ۳۰ اکتبر ۱۹۶۴   |
| ۴۰۴۹ | Noragalʹ          | ۳۱ اوت ۱۹۷۳     |
| ۴۰۵۰ | Mebailey          | ۲۰ سپتامبر ۱۹۷۶ |
| ۴۰۵۱ | Hatanaka          | ۱ نوامبر ۱۹۷۸   |
| ۴۰۵۲ | Crovisier         | ۲۸ فوریه ۱۹۸۱   |
| ۴۰۵۳ | Cherkasov         | ۲ اکتبر ۱۹۸۱    |
| ۴۰۵۴ | Turnov            | ۵ اکتبر ۱۹۸۳    |
| ۴۰۵۵ | Magellan          | ۲۴ فوریه ۱۹۸۵   |
| ۴۰۵۶ | Timwarner         | ۲۲ مارس ۱۹۸۵    |
| ۴۰۵۷ | Demophon          | ۱۵ اکتبر ۱۹۸۵   |
| ۴۰۵۸ | Cecilgreen        | ۴ مه ۱۹۸۶       |
| ۴۰۵۹ | Balder            | ۲۹ سپتامبر ۱۹۸۷ |
| ۴۰۶۰ | Deipylos          | ۱۷ دسامبر ۱۹۸۷  |
| ۴۰۶۱ | Martelli          | ۱۹ مارس ۱۹۸۸    |
| ۴۰۶۲ | Schiaparelli      | ۲۸ ژانویه ۱۹۸۹  |
| ۴۰۶۳ | Euforbo           | ۱ فوریه ۱۹۸۹    |
| ۴۰۶۴ | Marjorie          | ۲۴ سپتامبر ۱۹۶۰ |
| ۴۰۶۵ | Meinel            | ۲۴ سپتامبر ۱۹۶۰ |
| ۴۰۶۶ | Haapavesi         | ۷ سپتامبر ۱۹۴۰  |
| ۴۰۶۷ | Mikhelʹson        | ۱۱ اکتبر ۱۹۶۶   |
| ۴۰۶۸ | Menestheus        | ۱۹ سپتامبر ۱۹۷۳ |
| ۴۰۶۹ | Blakee            | ۷ نوامبر ۱۹۷۸   |
| ۴۰۷۰ | Rozov             | ۸ سپتامبر ۱۹۸۰  |
| ۴۰۷۱ | Rostovdon         | ۷ سپتامبر ۱۹۸۱  |
| ۴۰۷۲ | Yayoi             | ۳۰ اکتبر ۱۹۸۱   |
| ۴۰۷۳ | Ruianzhongxue     | ۲۳ اکتبر ۱۹۸۱   |
| ۴۰۷۴ | Sharkov           | ۲۲ اکتبر ۱۹۸۱   |
| ۴۰۷۵ | Sviridov          | ۱۴ اکتبر ۱۹۸۲   |
| ۴۰۷۶ | Dorffel           | ۱۹ اکتبر ۱۹۸۲   |
| ۴۰۷۷ | Asuka             | ۱۳ دسامبر ۱۹۸۲  |
| ۴۰۷۸ | Polakis           | ۹ ژانویه ۱۹۸۳   |
| ۴۰۷۹ | Britten           | ۱۵ فوریه ۱۹۸۳   |
| ۴۰۸۰ | Galinskij         | ۴ اوت ۱۹۸۳      |
| ۴۰۸۱ | Tippett           | ۱۴ سپتامبر ۱۹۸۳ |
| ۴۰۸۲ | Swann             | ۲۷ سپتامبر ۱۹۸۴ |
| ۴۰۸۳ | Jody              | ۱۲ فوریه ۱۹۸۵   |
| ۴۰۸۴ | Hollis            | ۱۴ آوریل ۱۹۸۵   |
| ۴۰۸۵ | Weir              | ۱۳ مه ۱۹۸۵      |
| ۴۰۸۶ | Podalirius        | ۹ نوامبر ۱۹۸۵   |
| ۴۰۸۷ | Part              | ۵ مارس ۱۹۸۶     |
| ۴۰۸۸ | Baggesen          | ۳ آوریل ۱۹۸۶    |
| ۴۰۸۹ | Galbraith         | ۲ مه ۱۹۸۶       |
| ۴۰۹۰ | Risehvezd         | ۲ سپتامبر ۱۹۸۶  |
| ۴۰۹۱ | Lowe              | ۷ اکتبر ۱۹۸۶    |
| ۴۰۹۲ | Tyr               | ۸ اکتبر ۱۹۸۶    |
| ۴۰۹۳ | Bennett           | ۴ نوامبر ۱۹۸۶   |
| ۴۰۹۴ | Aoshima           | ۲۶ اوت ۱۹۸۷     |
| ۴۰۹۵ | Ishizuchisan      | ۱۶ سپتامبر ۱۹۸۷ |
| ۴۰۹۶ | Kushiro           | ۱۵ نوامبر ۱۹۸۷  |
| ۴۰۹۷ | Tsurugisan        | ۱۸ نوامبر ۱۹۸۷  |
| ۴۰۹۸ | Thraen            | ۲۶ نوامبر ۱۹۸۷  |
| ۴۰۹۹ | Wiggins           | ۱۳ ژانویه ۱۹۸۸  |
| ۴۱۰۰ | Sumiko            | ۱۶ ژانویه ۱۹۸۸  |
| ۴۱۰۱ | Ruikou            | ۸ فوریه ۱۹۸۸    |
| ۴۱۰۲ | Gergana           | ۱۵ اکتبر ۱۹۸۸   |
| ۴۱۰۳ | Chahine           | ۴ مارس ۱۹۸۹     |
| ۴۱۰۴ | Alu               | ۵ مارس ۱۹۸۹     |
| ۴۱۰۵ | Tsia              | ۵ مارس ۱۹۸۹     |
| ۴۱۰۶ | Nada              | ۶ مارس ۱۹۸۹     |
| ۴۱۰۷ | Rufino            | ۷ آوریل ۱۹۸۹    |
| ۴۱۰۸ | Rakos             | ۱۶ اکتبر ۱۹۷۷   |
| ۴۱۰۹ | Anokhin           | ۱۷ ژوئیه ۱۹۶۹   |
| ۴۱۱۰ | Keats             | ۱۳ فوریه ۱۹۷۷   |
| ۴۱۱۱ | Lamy              | ۱ مارس ۱۹۸۱     |
| ۴۱۱۲ | Hrabal            | ۲۵ سپتامبر ۱۹۸۱ |
| ۴۱۱۳ | Rascana           | ۱۸ ژانویه ۱۹۸۲  |
| ۴۱۱۴ | Jasnorzewska      | ۱۹ اوت ۱۹۸۲     |
| ۴۱۱۵ | Peternorton       | ۲۹ اوت ۱۹۸۲     |
| ۴۱۱۶ | Elachi            | ۲۰ سپتامبر ۱۹۸۲ |
| ۴۱۱۷ | Wilke             | ۲۴ سپتامبر ۱۹۸۲ |
| ۴۱۱۸ | Sveta             | ۱۵ اکتبر ۱۹۸۲   |
| ۴۱۱۹ | Miles             | ۱۶ ژانویه ۱۹۸۳  |
| ۴۱۲۰ | Denoyelle         | ۱۴ سپتامبر ۱۹۸۵ |
| ۴۱۲۱ | Carlin            | ۲ مه ۱۹۸۶       |
| ۴۱۲۲ | Ferrari           | ۲۸ ژوئیه ۱۹۸۶   |
| ۴۱۲۳ | Tarsila           | ۲۷ اوت ۱۹۸۶     |
| ۴۱۲۴ | Herriot           | ۲۹ سپتامبر ۱۹۸۶ |
| ۴۱۲۴ | Herriot           | MO              |
| ۴۱۲۶ | Mashu             | ۱۹ ژانویه ۱۹۸۸  |
| ۴۱۲۷ | Kyogoku           | ۲۵ ژانویه ۱۹۸۸  |
| ۴۱۲۸ | UKSTU             | ۲۸ ژانویه ۱۹۸۸  |
| ۴۱۲۹ | Richelen          | ۲۲ فوریه ۱۹۸۸   |
| ۴۱۳۰ | Ramanujan         | ۱۷ فوریه ۱۹۸۸   |
| ۴۱۳۱ | Stasik            | ۲۳ فوریه ۱۹۸۸   |
| ۴۱۳۲ | Bartok            | ۱۲ مارس ۱۹۸۸    |
| ۴۱۳۳ | Heureka           | ۱۷ فوریه ۱۹۴۲   |
| ۴۱۳۴ | Schutz            | ۱۵ فوریه ۱۹۶۱   |
| ۴۱۳۵ | Svetlanov         | ۱۴ اوت ۱۹۶۶     |
| ۴۱۳۶ | Artmane           | ۲۸ مارس ۱۹۶۸    |
| ۴۱۳۷ | Crabtree          | ۲۴ نوامبر ۱۹۷۰  |
| ۴۱۳۸ | Kalchas           | ۱۹ سپتامبر ۱۹۷۳ |
| ۴۱۳۹ | Ulʹyanin          | ۲ نوامبر ۱۹۷۵   |
| ۴۱۴۰ | Branham           | ۱۱ نوامبر ۱۹۷۶  |
| ۴۱۴۱ | Nintanlena        | ۸ اوت ۱۹۷۸      |
| ۴۱۴۲ | Dersu-Uzala       | ۲۸ مه ۱۹۸۱      |
| ۴۱۴۳ | Huziak            | ۲۹ اوت ۱۹۸۱     |
| ۴۱۴۴ | Vladvasilʹev      | ۲۸ سپتامبر ۱۹۸۱ |
| ۴۱۴۵ | Maximova          | ۲۹ سپتامبر ۱۹۸۱ |
| ۴۱۴۶ | Rudolfinum        | ۱۶ فوریه ۱۹۸۲   |
| ۴۱۴۷ | Lennon            | ۱۲ ژانویه ۱۹۸۳  |
| ۴۱۴۸ | McCartney         | ۱۱ ژوئیه ۱۹۸۳   |
| ۴۱۴۹ | Harrison          | ۹ مارس ۱۹۸۴     |
| ۴۱۵۰ | Starr             | ۳۱ اوت ۱۹۸۴     |
| ۴۱۵۱ | Alanhale          | ۲۴ آوریل ۱۹۸۵   |
| ۴۱۵۲ | Weber             | ۱۵ مه ۱۹۸۵      |
| ۴۱۵۳ | Roburnham         | ۱۴ مه ۱۹۸۵      |
| ۴۱۵۴ | Rumsey            | ۱۰ ژوئیه ۱۹۸۵   |
| ۴۱۵۵ | Watanabe          | ۲۵ اکتبر ۱۹۸۷   |
| ۴۱۵۶ | Okadanoboru       | ۱۶ ژانویه ۱۹۸۸  |
| ۴۱۵۷ | Izu               | ۱۱ دسامبر ۱۹۸۸  |
| ۴۱۵۸ | Santini           | ۲۸ ژانویه ۱۹۸۹  |
| ۴۱۵۹ | Freeman           | ۵ آوریل ۱۹۸۹    |
| ۴۱۶۰ | Sabrina-John      | ۳ ژوئن ۱۹۸۹     |
| ۴۱۶۱ | Amasis            | ۲۴ سپتامبر ۱۹۶۰ |
| ۴۱۶۲ | SAF               | ۲۴ نوامبر ۱۹۴۰  |
| ۴۱۶۳ | Saaremaa          | ۱۹ آوریل ۱۹۴۱   |
| ۴۱۶۴ | Shilov            | ۱۶ اکتبر ۱۹۶۹   |
| ۴۱۶۵ | Didkovskij        | ۱ آوریل ۱۹۷۶    |
| ۴۱۶۶ | Pontryagin        | ۲۶ سپتامبر ۱۹۷۸ |
| ۴۱۶۷ | Riemann           | ۲ اکتبر ۱۹۷۸    |
| ۴۱۶۸ | Millan            | ۶ مارس ۱۹۷۹     |
| ۴۱۶۹ | Celsius           | ۱۶ مارس ۱۹۸۰    |
| ۴۱۷۰ | Semmelweis        | ۶ اوت ۱۹۸۰      |
| ۴۱۷۱ | Carrasco          | ۲۳ مارس ۱۹۸۲    |
| ۴۱۷۲ | Rochefort         | ۲۰ مارس ۱۹۸۲    |
| ۴۱۷۳ | Thicksten         | ۲۷ مه ۱۹۸۲      |
| ۴۱۷۴ | Pikulia           | ۱۶ سپتامبر ۱۹۸۲ |
| ۴۱۷۵ | Billbaum          | ۱۵ آوریل ۱۹۸۵   |
| ۴۱۷۶ | Sudek             | ۲۴ فوریه ۱۹۸۷   |
| ۴۱۷۷ | Kohman            | ۲۱ سپتامبر ۱۹۸۷ |
| ۴۱۷۸ | 1988 EO1          | ۱۳ مارس ۱۹۸۸    |
| ۴۱۷۹ | Toutatis          | ۴ ژانویه ۱۹۸۹   |
| ۴۱۸۰ | Anaxagoras        | ۲۴ سپتامبر ۱۹۶۰ |
| ۴۱۸۱ | Kivi              | ۲۴ فوریه ۱۹۳۸   |
| ۴۱۸۱ | Kivi              | JQ              |
| ۴۱۸۳ | Cuno              | ۵ ژوئن ۱۹۵۹     |
| ۴۱۸۴ | Berdyayev         | ۸ اکتبر ۱۹۶۹    |
| ۴۱۸۵ | Phystech          | ۴ مارس ۱۹۷۵     |
| ۴۱۸۶ | Tamashima         | ۱۸ فوریه ۱۹۷۷   |
| ۴۱۸۷ | Shulnazaria       | ۱۱ آوریل ۱۹۷۸   |
| ۴۱۸۸ | Kitezh            | ۲۵ آوریل ۱۹۷۹   |
| ۴۱۸۹ | Sayany            | ۲۲ سپتامبر ۱۹۷۹ |
| ۴۱۹۰ | Kvasnica          | ۱۱ مه ۱۹۸۰      |
| ۴۱۹۱ | Assesse           | ۲۲ مه ۱۹۸۰      |
| ۴۱۹۲ | Breysacher        | ۲۸ فوریه ۱۹۸۱   |
| ۴۱۹۳ | Salanave          | ۲۶ سپتامبر ۱۹۸۱ |
| ۴۱۹۴ | Sweitzer          | ۱۵ سپتامبر ۱۹۸۲ |
| ۴۱۹۵ | Esambaev          | ۱۹ سپتامبر ۱۹۸۲ |
| ۴۱۹۶ | Shuya             | ۱۶ سپتامبر ۱۹۸۲ |
| ۴۱۹۶ | 1982 TA           | ۱۱ اکتبر ۱۹۸۲   |
| ۴۱۹۸ | Panthera          | ۱۱ فوریه ۱۹۸۳   |
| ۴۱۹۹ | Andreev           | ۱ سپتامبر ۱۹۸۳  |
| ۴۲۰۰ | Shizukagozen      | ۲۸ نوامبر ۱۹۸۳  |
| ۴۲۰۱ | Orosz             | ۳ مه ۱۹۸۴       |
| ۴۲۰۲ | Minitti           | ۱۲ فوریه ۱۹۸۵   |
| ۴۲۰۳ | Brucato           | ۲۶ مارس ۱۹۸۵    |
| ۴۲۰۴ | Barsig            | ۱۱ مه ۱۹۸۵      |
| ۴۲۰۴ | Barsig            | YP              |
| ۴۲۰۶ | Verulamium        | ۲۵ اوت ۱۹۸۶     |
| ۴۲۰۷ | Chernova          | ۵ سپتامبر ۱۹۸۶  |
| ۴۲۰۸ | Kiselev           | ۶ سپتامبر ۱۹۸۶  |
| ۴۲۰۹ | Briggs            | ۴ اکتبر ۱۹۸۶    |
| ۴۲۱۰ | Isobelthompson    | ۲۱ فوریه ۱۹۸۷   |
| ۴۲۱۱ | Rosniblett        | ۱۲ سپتامبر ۱۹۸۷ |
| ۴۲۱۲ | Sansyu-Asuke      | ۲۸ سپتامبر ۱۹۸۷ |
| ۴۲۱۳ | Njord             | ۲۵ سپتامبر ۱۹۸۷ |
| ۴۲۱۴ | Veralynn          | ۲۲ اکتبر ۱۹۸۷   |
| ۴۲۱۵ | Kamo              | ۱۴ نوامبر ۱۹۸۷  |
| ۴۲۱۶ | Neunkirchen       | ۱۴ ژانویه ۱۹۸۸  |
| ۴۲۱۷ | Engelhardt        | ۲۴ ژانویه ۱۹۸۸  |
| ۴۲۱۸ | Demottoni         | ۱۶ ژانویه ۱۹۸۸  |
| ۴۲۱۹ | Nakamura          | ۱۹ فوریه ۱۹۸۸   |
| ۴۲۲۰ | Flood             | ۲۲ فوریه ۱۹۸۸   |
| ۴۲۲۱ | Picasso           | ۱۳ مارس ۱۹۸۸    |
| ۴۲۲۲ | Nancita           | ۱۳ مارس ۱۹۸۸    |
| ۴۲۲۳ | Shikoku           | ۷ مه ۱۹۸۸       |
| ۴۲۲۴ | Susa              | ۱۹ مه ۱۹۸۸      |
| ۴۲۲۴ | 1989 BN           | ۳۱ ژانویه ۱۹۸۹  |
| ۴۲۲۶ | Damiaan           | ۱ سپتامبر ۱۹۸۹  |
| ۴۲۲۷ | Kaali             | ۱۷ فوریه ۱۹۴۲   |
| ۴۲۲۸ | Nemiro            | ۲۵ ژوئیه ۱۹۶۸   |
| ۴۲۲۹ | Plevitskaya       | ۲۲ ژانویه ۱۹۷۱  |
| ۴۲۲۹ | Plevitskaya       | ۱۹۷۳            |
| ۴۲۳۱ | Fireman           | ۲۰ نوامبر ۱۹۷۶  |
| ۴۲۳۲ | Aparicio          | ۱۳ فوریه ۱۹۷۷   |
| ۴۲۳۳ | Palʹchikov        | ۱۱ سپتامبر ۱۹۷۷ |
| ۴۲۳۴ | Evtushenko        | ۶ مه ۱۹۷۸       |
| ۴۲۳۵ | Tatishchev        | ۲۷ سپتامبر ۱۹۷۸ |
| ۴۲۳۶ | Lidov             | ۲۳ مارس ۱۹۷۹    |
| ۴۲۳۷ | Raushenbakh       | ۲۴ سپتامبر ۱۹۷۹ |
| ۴۲۳۸ | Audrey            | ۱۳ آوریل ۱۹۸۰   |
| ۴۲۳۹ | Goodman           | ۱۷ ژوئیه ۱۹۸۰   |
| ۴۲۴۰ | Grun              | ۲ مارس ۱۹۸۱     |
| ۴۲۴۱ | Pappalardo        | ۲ مارس ۱۹۸۱     |
| ۴۲۴۲ | Brecher           | ۲۸ مارس ۱۹۸۱    |
| ۴۲۴۳ | Nankivell         | ۴ آوریل ۱۹۸۱    |
| ۴۲۴۴ | Zakharchenko      | ۷ اکتبر ۱۹۸۱    |
| ۴۲۴۵ | Nairc             | ۲۹ اکتبر ۱۹۸۱   |
| ۴۲۴۶ | Telemann          | ۲۴ سپتامبر ۱۹۸۲ |
| ۴۲۴۷ | Grahamsmith       | ۲۸ نوامبر ۱۹۸۳  |
| ۴۲۴۸ | Ranald            | ۲۳ آوریل ۱۹۸۴   |
| ۴۲۴۹ | Kremze            | ۲۹ سپتامبر ۱۹۸۴ |
| ۴۲۵۰ | Perun             | ۲۰ اکتبر ۱۹۸۴   |
| ۴۲۵۱ | Kavasch           | ۱۱ مه ۱۹۸۵      |
| ۴۲۵۲ | Godwin            | ۱۱ سپتامبر ۱۹۸۵ |
| ۴۲۵۳ | Marker            | ۱۱ اکتبر ۱۹۸۵   |
| ۴۲۵۴ | Kamel             | ۲۴ اکتبر ۱۹۸۵   |
| ۴۲۵۵ | Spacewatch        | ۴ آوریل ۱۹۸۶    |
| ۴۲۵۶ | Kagamigawa        | ۳ اکتبر ۱۹۸۶    |
| ۴۲۵۷ | Ubasti            | ۲۳ اوت ۱۹۸۷     |
| ۴۲۵۸ | Ryazanov          | ۱ سپتامبر ۱۹۸۷  |
| ۴۲۵۹ | McCoy             | ۱۶ سپتامبر ۱۹۸۸ |
| ۴۲۶۰ | Yanai             | ۴ ژانویه ۱۹۸۹   |
| ۴۲۶۱ | Gekko             | ۲۸ ژانویه ۱۹۸۹  |
| ۴۲۶۱ | 1989 CO           | ۵ فوریه ۱۹۸۹    |
| ۴۲۶۳ | Abashiri          | ۷ سپتامبر ۱۹۸۹  |
| ۴۲۶۴ | Karljosephine     | ۲ اکتبر ۱۹۸۹    |
| ۴۲۶۵ | Kani              | ۸ اکتبر ۱۹۸۹    |
| ۴۲۶۶ | Waltari           | ۲۸ دسامبر ۱۹۴۰  |
| ۴۲۶۷ | Basner            | ۱۸ اوت ۱۹۷۱     |
| ۴۲۶۸ | Grebenikov        | ۵ اکتبر ۱۹۷۲    |
| ۴۲۶۹ | Bogado            | ۲۲ مارس ۱۹۷۴    |
| ۴۲۷۰ | Juanvictoria      | ۱ اکتبر ۱۹۷۵    |
| ۴۲۷۱ | Novosibirsk       | ۳ آوریل ۱۹۷۶    |
| ۴۲۷۲ | Entsuji           | ۱۲ مارس ۱۹۷۷    |
| ۴۲۷۳ | Dunhuang          | ۲۹ اکتبر ۱۹۷۸   |
| ۴۲۷۴ | Karamanov         | ۶ سپتامبر ۱۹۸۰  |
| ۴۲۷۵ | Bogustafson       | ۱ مارس ۱۹۸۱     |
| ۴۲۷۶ | Clifford          | ۲ دسامبر ۱۹۸۱   |
| ۴۲۷۷ | Holubov           | ۱۵ ژانویه ۱۹۸۲  |
| ۴۲۷۸ | Harvey            | ۲۲ سپتامبر ۱۹۸۲ |
| ۴۲۷۸ | Harvey            | WB              |
| ۴۲۸۰ | Simonenko         | ۱۳ اوت ۱۹۸۵     |
| ۴۲۸۱ | Pounds            | ۱۵ اکتبر ۱۹۸۵   |
| ۴۲۸۲ | Endate            | ۲۸ اکتبر ۱۹۸۷   |
| ۴۲۸۳ | Stoffler          | ۲۳ ژانویه ۱۹۸۸  |
| ۴۲۸۴ | Kaho              | ۱۶ مارس ۱۹۸۸    |
| ۴۲۸۵ | Hulkower          | ۱۱ ژوئیه ۱۹۸۸   |
| ۴۲۸۶ | Rubtsov           | ۸ اوت ۱۹۸۸      |
| ۴۲۸۷ | Trisov            | ۷ سپتامبر ۱۹۸۹  |
| ۴۲۸۸ | Tokyotech         | ۸ اکتبر ۱۹۸۹    |
| ۴۲۸۹ | Biwako            | ۲۹ اکتبر ۱۹۸۹   |
| ۴۲۹۰ | Heisei            | ۳۰ اکتبر ۱۹۸۹   |
| ۴۲۹۱ | Kodaihasu         | ۲ نوامبر ۱۹۸۹   |
| ۴۲۹۲ | Aoba              | ۴ نوامبر ۱۹۸۹   |
| ۴۲۹۳ | Masumi            | ۱ نوامبر ۱۹۸۹   |
| ۴۲۹۴ | Horatius          | ۲۴ سپتامبر ۱۹۶۰ |
| ۴۲۹۵ | Wisse             | ۲۴ سپتامبر ۱۹۶۰ |
| ۴۲۹۵ | Wisse             | SA۲             |
| ۴۲۹۷ | Eichhorn          | ۱۹ آوریل ۱۹۳۸   |
| ۴۲۹۸ | Jorgenunez        | ۱۷ نوامبر ۱۹۴۱  |
| ۴۲۹۹ | WIYN              | ۲۸ اوت ۱۹۵۲     |
| ۴۲۹۹ | WIYN              | SG۱             |
| ۴۳۰۱ | Boyden            | ۷ اوت ۱۹۶۶      |
| ۴۳۰۲ | Markeev           | ۲۲ آوریل ۱۹۶۸   |
| ۴۳۰۳ | Savitskij         | ۲۵ سپتامبر ۱۹۷۳ |
| ۴۳۰۴ | Geichenko         | ۲۷ سپتامبر ۱۹۷۳ |
| ۴۳۰۵ | Clapton           | ۷ مارس ۱۹۷۶     |
| ۴۳۰۶ | Dunaevskij        | ۲۴ سپتامبر ۱۹۷۶ |
| ۴۳۰۷ | Cherepashchuk     | ۲۶ اکتبر ۱۹۷۶   |
| ۴۳۰۸ | Magarach          | ۹ اوت ۱۹۷۸      |
| ۴۳۰۹ | Marvin            | ۳۰ اوت ۱۹۷۸     |
| ۴۳۱۰ | Stromholm         | ۲ سپتامبر ۱۹۷۸  |
| ۴۳۱۱ | Zguridi           | ۲۶ سپتامبر ۱۹۷۸ |
| ۴۳۱۲ | Knacke            | ۲۹ نوامبر ۱۹۷۸  |
| ۴۳۱۳ | Bouchet           | ۲۱ آوریل ۱۹۷۹   |
| ۴۳۱۴ | 1979 ML3          | ۲۵ ژوئن ۱۹۷۹    |
| ۴۳۱۵ | Pronik            | ۲۴ سپتامبر ۱۹۷۹ |
| ۴۳۱۶ | Babinkova         | ۱۴ اکتبر ۱۹۷۹   |
| ۴۳۱۷ | Garibaldi         | ۱۹ فوریه ۱۹۸۰   |
| ۴۳۱۸ | Bata              | ۲۱ فوریه ۱۹۸۰   |
| ۴۳۱۹ | Jackierobinson    | ۱ مارس ۱۹۸۱     |
| ۴۳۲۰ | Jarosewich        | ۱ مارس ۱۹۸۱     |
| ۴۳۲۱ | Zero              | ۲ مارس ۱۹۸۱     |
| ۴۳۲۲ | Billjackson       | ۱۱ مارس ۱۹۸۱    |
| ۴۳۲۳ | Hortulus          | ۲۷ اوت ۱۹۸۱     |
| ۴۳۲۴ | 1981 YA1          | ۲۴ دسامبر ۱۹۸۱  |
| ۴۳۲۵ | Guest             | ۱۸ آوریل ۱۹۸۲   |
| ۴۳۲۶ | McNally           | ۲۸ آوریل ۱۹۸۲   |
| ۴۳۲۷ | Ries              | ۲۴ مه ۱۹۸۲      |
| ۴۳۲۸ | Valina            | ۱۸ سپتامبر ۱۹۸۲ |
| ۴۳۲۹ | 1982 SX2          | ۲۲ سپتامبر ۱۹۸۲ |
| ۴۳۳۰ | Vivaldi           | ۱۹ اکتبر ۱۹۸۲   |
| ۴۳۳۱ | Hubbard           | ۱۸ آوریل ۱۹۸۳   |
| ۴۳۳۲ | Milton            | ۵ سپتامبر ۱۹۸۳  |
| ۴۳۳۳ | Sinton            | ۴ سپتامبر ۱۹۸۳  |
| ۴۳۳۴ | Foo               | ۲ سپتامبر ۱۹۸۳  |
| ۴۳۳۵ | Verona            | ۱ نوامبر ۱۹۸۳   |
| ۴۳۳۶ | Jasniewicz        | ۳۱ اوت ۱۹۸۴     |
| ۴۳۳۷ | Arecibo           | ۱۴ آوریل ۱۹۸۵   |
| ۴۳۳۸ | Velez             | ۱۴ اوت ۱۹۸۵     |
| ۴۳۳۹ | Almamater         | ۲۰ اکتبر ۱۹۸۵   |
| ۴۳۴۰ | Dence             | ۴ مه ۱۹۸۶       |
| ۴۳۴۱ | Poseidon          | ۲۹ مه ۱۹۸۷      |
| ۴۳۴۲ | Freud             | ۲۱ اوت ۱۹۸۷     |
| ۴۳۴۳ | Tetsuya           | ۱۰ ژانویه ۱۹۸۸  |
| ۴۳۴۴ | Buxtehude         | ۱۱ فوریه ۱۹۸۸   |
| ۴۳۴۵ | Rachmaninoff      | ۱۱ فوریه ۱۹۸۸   |
| ۴۳۴۶ | Whitney           | ۲۳ فوریه ۱۹۸۸   |
| ۴۳۴۷ | Reger             | ۱۳ اوت ۱۹۸۸     |
| ۴۳۴۸ | Poulydamas        | ۱۱ سپتامبر ۱۹۸۸ |
| ۴۳۴۹ | Tiburcio          | ۵ ژوئن ۱۹۸۹     |
| ۴۳۵۰ | Shibecha          | ۲۶ اکتبر ۱۹۸۹   |
| ۴۳۵۱ | Nobuhisa          | ۲۸ اکتبر ۱۹۸۹   |
| ۴۳۵۲ | Kyoto             | ۲۹ اکتبر ۱۹۸۹   |
| ۴۳۵۳ | Onizaki           | ۲۵ نوامبر ۱۹۸۹  |
| ۴۳۵۴ | Euclides          | ۲۴ سپتامبر ۱۹۶۰ |
| ۴۳۵۵ | Memphis           | ۱۷ اکتبر ۱۹۶۰   |
| ۴۳۵۶ | Marathon          | ۱۷ اکتبر ۱۹۶۰   |
| ۴۳۵۷ | Korinthos         | ۲۹ سپتامبر ۱۹۷۳ |
| ۴۳۵۸ | Lynn              | ۵ اکتبر ۱۹۰۹    |
| ۴۳۵۹ | Berlage           | ۲۸ سپتامبر ۱۹۳۵ |
| ۴۳۶۰ | Xuyi              | ۹ اکتبر ۱۹۶۴    |
| ۴۳۶۱ | Nezhdanova        | ۹ اکتبر ۱۹۷۷    |
| ۴۳۶۲ | Carlisle          | ۱ اوت ۱۹۷۸      |
| ۴۳۶۳ | Sergej            | ۲ اکتبر ۱۹۷۸    |
| ۴۳۶۴ | Shkodrov          | ۷ نوامبر ۱۹۷۸   |
| ۴۳۶۵ | Ivanova           | ۷ نوامبر ۱۹۷۸   |
| ۴۳۶۶ | Venikagan         | ۲۴ دسامبر ۱۹۷۹  |
| ۴۳۶۷ | Meech             | ۲ مارس ۱۹۸۱     |
| ۴۳۶۸ | Pillmore          | ۵ مه ۱۹۸۱       |
| ۴۳۶۹ | Seifert           | ۳۰ ژوئیه ۱۹۸۲   |
| ۴۳۷۰ | Dickens           | ۲۲ سپتامبر ۱۹۸۲ |
| ۴۳۷۱ | Fyodorov          | ۱۰ آوریل ۱۹۸۳   |
| ۴۳۷۲ | Quincy            | ۳ اکتبر ۱۹۸۴    |
| ۴۳۷۳ | Crespo            | ۱۴ اوت ۱۹۸۵     |
| ۴۳۷۴ | Tadamori          | ۳۱ ژانویه ۱۹۸۷  |
| ۴۳۷۵ | Kiyomori          | ۲۸ فوریه ۱۹۸۷   |
| ۴۳۷۶ | Shigemori         | ۲۰ مارس ۱۹۸۷    |
| ۴۳۷۷ | Koremori          | ۴ آوریل ۱۹۸۷    |
| ۴۳۷۸ | Voigt             | ۱۴ مه ۱۹۸۸      |
| ۴۳۷۹ | Snelling          | ۱۳ اوت ۱۹۸۸     |
| ۴۳۸۰ | Geyer             | ۱۴ اوت ۱۹۸۸     |
| ۴۳۸۱ | Uenohara          | ۲۲ نوامبر ۱۹۸۹  |
| ۴۳۸۲ | Stravinsky        | ۲۹ نوامبر ۱۹۸۹  |
| ۴۳۸۳ | Suruga            | ۱ دسامبر ۱۹۸۹   |
| ۴۳۸۳ | 1990 AA           | ۳ ژانویه ۱۹۹۰   |
| ۴۳۸۵ | Elsasser          | ۲۴ سپتامبر ۱۹۶۰ |
| ۴۳۸۶ | Lust              | ۲۶ سپتامبر ۱۹۶۰ |
| ۴۳۸۷ | Tanaka            | ۱۹ سپتامبر ۱۹۷۳ |
| ۴۳۸۸ | Jurgenstock       | ۳ نوامبر ۱۹۶۴   |
| ۴۳۸۹ | Durbin            | ۱ آوریل ۱۹۷۶    |
| ۴۳۹۰ | Madreteresa       | ۵ آوریل ۱۹۷۶    |
| ۴۳۹۱ | Balodis           | ۲۱ اوت ۱۹۷۷     |
| ۴۳۹۲ | Agita             | ۱۳ سپتامبر ۱۹۷۸ |
| ۴۳۹۳ | Dawe              | ۷ نوامبر ۱۹۷۸   |
| ۴۳۹۴ | Fritzheide        | ۲ مارس ۱۹۸۱     |
| ۴۳۹۵ | Danbritt          | ۲ مارس ۱۹۸۱     |
| ۴۳۹۶ | Gressmann         | ۳ مه ۱۹۸۱       |
| ۴۳۹۷ | Jalopez           | ۹ مه ۱۹۸۱       |
| ۴۳۹۸ | Chiara            | ۲۳ آوریل ۱۹۸۴   |
| ۴۳۹۹ | Ashizuri          | ۲۱ اکتبر ۱۹۸۴   |
| ۴۴۰۰ | Bagryana          | ۲۴ اوت ۱۹۸۵     |
| ۴۴۰۱ | Aditi             | ۱۴ اکتبر ۱۹۸۵   |
| ۴۴۰۲ | Tsunemori         | ۲۵ فوریه ۱۹۸۷   |
| ۴۴۰۳ | Kuniharu          | ۲ مارس ۱۹۸۷     |
| ۴۴۰۴ | Enirac            | ۲ آوریل ۱۹۸۷    |
| ۴۴۰۵ | Otava             | ۲۱ اوت ۱۹۸۷     |
| ۴۴۰۶ | Mahler            | ۲۲ دسامبر ۱۹۸۷  |
| ۴۴۰۷ | Taihaku           | ۱۳ اکتبر ۱۹۸۸   |
| ۴۴۰۷ | Taihaku           | TH۲             |
| ۴۴۰۹ | Kissling          | ۳۰ ژوئن ۱۹۸۹    |
| ۴۴۱۰ | Kamuimintara      | ۱۷ دسامبر ۱۹۸۹  |
| ۴۴۱۱ | Kochibunkyo       | ۳ ژانویه ۱۹۹۰   |
| ۴۴۱۲ | Chephren          | ۲۶ سپتامبر ۱۹۶۰ |
| ۴۴۱۳ | Mycerinos         | ۲۴ سپتامبر ۱۹۶۰ |
| ۴۴۱۴ | Sesostris         | ۲۴ سپتامبر ۱۹۶۰ |
| ۴۴۱۵ | Echnaton          | ۲۴ سپتامبر ۱۹۶۰ |
| ۴۴۱۶ | Ramses            | ۲۴ سپتامبر ۱۹۶۰ |
| ۴۴۱۷ | Lecar             | ۸ آوریل ۱۹۳۱    |
| ۴۴۱۸ | Fredfranklin      | ۹ اکتبر ۱۹۳۱    |
| ۴۴۱۹ | Allancook         | ۲۴ آوریل ۱۹۳۲   |
| ۴۴۲۰ | Alandreev         | ۱۵ اوت ۱۹۳۶     |
| ۴۴۲۱ | Kayor             | ۱۴ ژانویه ۱۹۴۲  |
| ۴۴۲۲ | Jarre             | ۱۷ اکتبر ۱۹۴۲   |
| ۴۴۲۳ | Golden            | ۴ آوریل ۱۹۴۹    |
| ۴۴۲۴ | Arkhipova         | ۱۶ فوریه ۱۹۶۷   |
| ۴۴۲۵ | Bilk              | ۳۰ اکتبر ۱۹۶۷   |
| ۴۴۲۶ | Roerich           | ۱۵ اکتبر ۱۹۶۹   |
| ۴۴۲۷ | Burnashev         | ۳۰ اوت ۱۹۷۱     |
| ۴۴۲۸ | Khotinok          | ۱۸ سپتامبر ۱۹۷۷ |
| ۴۴۲۹ | Chinmoy           | ۱۲ سپتامبر ۱۹۷۸ |
| ۴۴۳۰ | Govorukhin        | ۲۶ سپتامبر ۱۹۷۸ |
| ۴۴۳۱ | Holeungholee      | ۲۸ نوامبر ۱۹۷۸  |
| ۴۴۳۲ | McGraw-Hill       | ۲ مارس ۱۹۸۱     |
| ۴۴۳۳ | Goldstone         | ۳۰ اوت ۱۹۸۱     |
| ۴۴۳۴ | Nikulin           | ۸ سپتامبر ۱۹۸۱  |
| ۴۴۳۵ | Holt              | ۱۳ ژانویه ۱۹۸۳  |
| ۴۴۳۵ | 1983 EX           | ۹ مارس ۱۹۸۳     |
| ۴۴۳۷ | Yaroshenko        | ۱۰ آوریل ۱۹۸۳   |
| ۴۴۳۸ | Sykes             | ۲۹ نوامبر ۱۹۸۳  |
| ۴۴۳۹ | Muroto            | ۲ نوامبر ۱۹۸۴   |
| ۴۴۴۰ | Tchantches        | ۲۳ دسامبر ۱۹۸۴  |
| ۴۴۴۱ | Toshie            | ۲۶ ژانویه ۱۹۸۵  |
| ۴۴۴۲ | Garcia            | ۱۴ سپتامبر ۱۹۸۵ |
| ۴۴۴۳ | 1985 RD4          | ۱۰ سپتامبر ۱۹۸۵ |
| ۴۴۴۴ | Escher            | ۱۶ سپتامبر ۱۹۸۵ |
| ۴۴۴۵ | Jimstratton       | ۱۵ اکتبر ۱۹۸۵   |
| ۴۴۴۶ | Carolyn           | ۱۵ اکتبر ۱۹۸۵   |
| ۴۴۴۷ | Kirov             | ۷ نوامبر ۱۹۸۵   |
| ۴۴۴۸ | Phildavis         | ۵ مارس ۱۹۸۶     |
| ۴۴۴۹ | Sobinov           | ۳ سپتامبر ۱۹۸۷  |
| ۴۴۵۰ | Pan               | ۲۵ سپتامبر ۱۹۸۷ |
| ۴۴۵۱ | Grieve            | ۹ مه ۱۹۸۸       |
| ۴۴۵۲ | Ullacharles       | ۷ سپتامبر ۱۹۸۸  |
| ۴۴۵۳ | Bornholm          | ۳ نوامبر ۱۹۸۸   |
| ۴۴۵۴ | Kumiko            | ۲ نوامبر ۱۹۸۸   |
| ۴۴۵۵ | Ruriko            | ۲ دسامبر ۱۹۸۸   |
| ۴۴۵۶ | Mawson            | ۲۷ ژوئیه ۱۹۸۹   |
| ۴۴۵۶ | Mawson            | RU              |
| ۴۴۵۸ | Oizumi            | ۲۱ ژانویه ۱۹۹۰  |
| ۴۴۵۹ | Nusamaibashi      | ۳۰ ژانویه ۱۹۹۰  |
| ۴۴۶۰ | Bihoro            | ۲۸ فوریه ۱۹۹۰   |
| ۴۴۶۱ | Sayama            | ۵ مارس ۱۹۹۰     |
| ۴۴۶۲ | Vaughan           | ۲۴ آوریل ۱۹۵۲   |
| ۴۴۶۳ | Marschwarzschild  | ۲۸ اکتبر ۱۹۵۴   |
| ۴۴۶۴ | Vulcano           | ۱۱ اکتبر ۱۹۶۶   |
| ۴۴۶۵ | Rodita            | ۱۴ اکتبر ۱۹۶۹   |
| ۴۴۶۶ | Abai              | ۲۳ سپتامبر ۱۹۷۱ |
| ۴۴۶۷ | Kaidanovskij      | ۲ نوامبر ۱۹۷۵   |
| ۴۴۶۸ | Pogrebetskij      | ۲۴ سپتامبر ۱۹۷۶ |
| ۴۴۶۹ | Utting            | ۱ اوت ۱۹۷۸      |
| ۴۴۷۰ | Sergeev-Censkij   | ۳۱ اوت ۱۹۷۸     |
| ۴۴۷۱ | Graculus          | ۸ نوامبر ۱۹۷۸   |
| ۴۴۷۲ | Navashin          | ۱۵ اکتبر ۱۹۸۰   |
| ۴۴۷۳ | Sears             | ۲۸ فوریه ۱۹۸۱   |
| ۴۴۷۴ | Proust            | ۲۴ اوت ۱۹۸۱     |
| ۴۴۷۵ | Voitkevich        | ۲۰ اکتبر ۱۹۸۲   |
| ۴۴۷۶ | Bernstein         | ۱۹ فوریه ۱۹۸۳   |
| ۴۴۷۶ | 1983 SB           | ۲۸ سپتامبر ۱۹۸۳ |
| ۴۴۷۸ | Blanco            | ۲۳ آوریل ۱۹۸۴   |
| ۴۴۷۹ | Charlieparker     | ۱۰ فوریه ۱۹۸۵   |
| ۴۴۸۰ | Nikitibotania     | ۲۴ اوت ۱۹۸۵     |
| ۴۴۸۱ | Herbelin          | ۱۴ سپتامبر ۱۹۸۵ |
| ۴۴۸۲ | Frerebasile       | ۱ سپتامبر ۱۹۸۶  |
| ۴۴۸۳ | Petofi            | ۹ سپتامبر ۱۹۸۶  |
| ۴۴۸۴ | Sif               | ۲۵ فوریه ۱۹۸۷   |
| ۴۴۸۵ | Radonezhskij      | ۲۷ اوت ۱۹۸۷     |
| ۴۴۸۶ | Mithra            | ۲۲ سپتامبر ۱۹۸۷ |
| ۴۴۸۷ | Pocahontas        | ۱۷ اکتبر ۱۹۸۷   |
| ۴۴۸۸ | Tokitada          | ۲۱ اکتبر ۱۹۸۷   |
| ۴۴۸۸ | 1988 AK           | ۱۵ ژانویه ۱۹۸۸  |
| ۴۴۹۰ | Bambery           | ۱۴ ژوئیه ۱۹۸۸   |
| ۴۴۹۱ | Otaru             | ۷ سپتامبر ۱۹۸۸  |
| ۴۴۹۲ | Debussy           | ۱۷ سپتامبر ۱۹۸۸ |
| ۴۴۹۳ | Naitomitsu        | ۱۴ اکتبر ۱۹۸۸   |
| ۴۴۹۴ | Marimo            | ۱۳ اکتبر ۱۹۸۸   |
| ۴۴۹۴ | 1988 VS           | ۶ نوامبر ۱۹۸۸   |
| ۴۴۹۶ | Kamimachi         | ۹ دسامبر ۱۹۸۸   |
| ۴۴۹۷ | Taguchi           | ۴ ژانویه ۱۹۸۹   |
| ۴۴۹۸ | Shinkoyama        | ۵ ژانویه ۱۹۸۹   |
| ۴۴۹۹ | Davidallen        | ۴ ژانویه ۱۹۸۹   |
| ۴۵۰۰ | Pascal            | ۳ فوریه ۱۹۸۹    |
| ۴۵۰۱ | Eurypylos         | ۴ فوریه ۱۹۸۹    |
| ۴۵۰۲ | Elizabethann      | ۲۹ مه ۱۹۸۹      |
| ۴۵۰۳ | Cleobulus         | ۲۸ نوامبر ۱۹۸۹  |
| ۴۵۰۴ | Jenkinson         | ۲۱ دسامبر ۱۹۸۹  |
| ۴۵۰۵ | Okamura           | ۲۰ فوریه ۱۹۹۰   |
| ۴۵۰۶ | Hendrie           | ۲۴ مارس ۱۹۹۰    |
| ۴۵۰۶ | 1990 FV           | ۱۹ مارس ۱۹۹۰    |
| ۴۵۰۸ | Takatsuki         | ۲۷ مارس ۱۹۹۰    |
| ۴۵۰۹ | Gorbatskij        | ۲۳ سپتامبر ۱۹۱۷ |
| ۴۵۱۰ | Shawna            | ۱۳ دسامبر ۱۹۳۰  |
| ۴۵۱۱ | Rembrandt         | ۲۸ سپتامبر ۱۹۳۵ |
| ۴۵۱۲ | Sinuhe            | ۲۰ ژانویه ۱۹۳۹  |
| ۴۵۱۳ | Louvre            | ۳۰ اوت ۱۹۷۱     |
| ۴۵۱۴ | Vilen             | ۱۹ آوریل ۱۹۷۲   |
| ۴۵۱۵ | Khrennikov        | ۲۸ سپتامبر ۱۹۷۳ |
| ۴۵۱۶ | Pugovkin          | ۲۸ سپتامبر ۱۹۷۳ |
| ۴۵۱۷ | Ralpharvey        | ۳۰ سپتامبر ۱۹۷۵ |
| ۴۵۱۸ | Raikin            | ۱ آوریل ۱۹۷۶    |
| ۴۵۱۹ | Voronezh          | ۱۸ دسامبر ۱۹۷۶  |
| ۴۵۲۰ | Dovzhenko         | ۲۲ اوت ۱۹۷۷     |
| ۴۵۲۱ | Akimov            | ۲۹ مارس ۱۹۷۹    |
| ۴۵۲۲ | Britastra         | ۲۲ ژانویه ۱۹۸۰  |
| ۴۵۲۳ | MIT               | ۲۸ فوریه ۱۹۸۱   |
| ۴۵۲۴ | Barklajdetolli    | ۸ سپتامبر ۱۹۸۱  |
| ۴۵۲۵ | Johnbauer         | ۱۵ مه ۱۹۸۲      |
| ۴۵۲۶ | Konko             | ۲۲ مه ۱۹۸۲      |
| ۴۵۲۷ | Schoenberg        | ۲۴ ژوئیه ۱۹۸۲   |
| ۴۵۲۸ | Berg              | ۱۳ اوت ۱۹۸۳     |
| ۴۵۲۹ | Webern            | ۱ مارس ۱۹۸۴     |
| ۴۵۳۰ | Smoluchowski      | ۱ مارس ۱۹۸۴     |
| ۴۵۳۱ | Asaro             | ۲۰ مارس ۱۹۸۵    |
| ۴۵۳۲ | Copland           | ۱۵ آوریل ۱۹۸۵   |
| ۴۵۳۳ | Orth              | ۷ مارس ۱۹۸۶     |
| ۴۵۳۴ | Rimskij-Korsakov  | ۶ اوت ۱۹۸۶      |
| ۴۵۳۵ | Adamcarolla       | ۲۸ اوت ۱۹۸۶     |
| ۴۵۳۶ | Drewpinsky        | ۲۲ فوریه ۱۹۸۷   |
| ۴۵۳۷ | Valgrirasp        | ۲ سپتامبر ۱۹۸۷  |
| ۴۵۳۷ | 1988 TP           | ۱۰ اکتبر ۱۹۸۸   |
| ۴۵۳۹ | Miyagino          | ۸ نوامبر ۱۹۸۸   |
| ۴۵۴۰ | Oriani            | ۶ نوامبر ۱۹۸۸   |
| ۴۵۴۱ | Mizuno            | ۱ ژانویه ۱۹۸۹   |
| ۴۵۴۲ | Mossotti          | ۳۰ ژانویه ۱۹۸۹  |
| ۴۵۴۳ | Phoinix           | ۲ فوریه ۱۹۸۹    |
| ۴۵۴۴ | Xanthus           | ۳۱ مارس ۱۹۸۹    |
| ۴۵۴۵ | 1989 SB11         | ۲۸ سپتامبر ۱۹۸۹ |
| ۴۵۴۶ | Franck            | ۲ مارس ۱۹۹۰     |
| ۴۵۴۷ | Massachusetts     | ۱۶ مه ۱۹۹۰      |
| ۴۵۴۸ | Wielen            | ۲۴ سپتامبر ۱۹۶۰ |
| ۴۵۴۹ | Burkhardt         | ۲۹ سپتامبر ۱۹۷۳ |
| ۴۵۵۰ | Royclarke         | ۲۴ آوریل ۱۹۷۷   |
| ۴۵۵۱ | Cochran           | ۲۸ ژوئن ۱۹۷۹    |
| ۴۵۵۲ | Nabelek           | ۱۱ مه ۱۹۸۰      |
| ۴۵۵۳ | Doncampbell       | ۱۵ سپتامبر ۱۹۸۲ |
| ۴۵۵۴ | Fanynka           | ۲۸ اکتبر ۱۹۸۶   |
| ۴۵۵۴ | 1987 QL           | ۲۴ اوت ۱۹۸۷     |
| ۴۵۵۶ | Gumilyov          | ۲۷ اوت ۱۹۸۷     |
| ۴۵۵۷ | Mika              | ۱۴ دسامبر ۱۹۸۷  |
| ۴۵۵۸ | Janesick          | ۱۲ ژوئیه ۱۹۸۸   |
| ۴۵۵۹ | Strauss           | ۱۱ ژانویه ۱۹۸۹  |
| ۴۵۶۰ | Klyuchevskij      | ۱۶ دسامبر ۱۹۷۶  |
| ۴۵۶۱ | Lemeshev          | ۱۳ سپتامبر ۱۹۷۸ |
| ۴۵۶۲ | Poleungkuk        | ۲۱ اکتبر ۱۹۷۹   |
| ۴۵۶۳ | Kahnia            | ۱۷ ژوئیه ۱۹۸۰   |
| ۴۵۶۴ | Clayton           | ۶ مارس ۱۹۸۱     |
| ۴۵۶۵ | Grossman          | ۲ مارس ۱۹۸۱     |
| ۴۵۶۶ | Chaokuangpiu      | ۲۷ نوامبر ۱۹۸۱  |
| ۴۵۶۷ | Becvar            | ۱۷ سپتامبر ۱۹۸۲ |
| ۴۵۶۸ | Menkaure          | ۲ سپتامبر ۱۹۸۳  |
| ۴۵۶۹ | Baerbel           | ۱۵ آوریل ۱۹۸۵   |
| ۴۵۷۰ | Runcorn           | ۱۴ اوت ۱۹۸۵     |
| ۴۵۷۱ | Grumiaux          | ۸ سپتامبر ۱۹۸۵  |
| ۴۵۷۲ | Brage             | ۸ سپتامبر ۱۹۸۶  |
| ۴۵۷۳ | Piestany          | ۵ اکتبر ۱۹۸۶    |
| ۴۵۷۴ | Yoshinaka         | ۲۰ دسامبر ۱۹۸۶  |
| ۴۵۷۵ | Broman            | ۲۶ ژوئن ۱۹۸۷    |
| ۴۵۷۶ | Yanotoyohiko      | ۱۰ فوریه ۱۹۸۸   |
| ۴۵۷۷ | Chikako           | ۳۰ نوامبر ۱۹۸۸  |
| ۴۵۷۸ | Kurashiki         | ۷ دسامبر ۱۹۸۸   |
| ۴۵۷۹ | Puccini           | ۱۱ ژانویه ۱۹۸۹  |
| ۴۵۸۰ | Child             | ۴ مارس ۱۹۸۹     |
| ۴۵۸۱ | Asclepius         | ۳۱ مارس ۱۹۸۹    |
| ۴۵۸۲ | Hank              | ۳۱ مارس ۱۹۸۹    |
| ۴۵۸۳ | Lugo              | ۱ سپتامبر ۱۹۸۹  |
| ۴۵۸۴ | Akan              | ۱۶ مارس ۱۹۹۰    |
| ۴۵۸۵ | Ainonai           | ۱۶ مه ۱۹۹۰      |
| ۴۵۸۶ | Gunvor            | ۲۴ سپتامبر ۱۹۶۰ |
| ۴۵۸۷ | Rees              | ۳۰ سپتامبر ۱۹۷۳ |
| ۴۵۸۸ | Wislicenus        | ۱۳ مارس ۱۹۳۱    |
| ۴۵۸۹ | McDowell          | ۲۴ ژوئیه ۱۹۳۳   |
| ۴۵۹۰ | Dimashchegolev    | ۲۵ ژوئیه ۱۹۶۸   |
| ۴۵۹۱ | Bryantsev         | ۱ نوامبر ۱۹۷۵   |
| ۴۵۹۲ | Alkissia          | ۲۴ سپتامبر ۱۹۷۹ |
| ۴۵۹۳ | Reipurth          | ۱۶ مارس ۱۹۸۰    |
| ۴۵۹۴ | Dashkova          | ۱۷ مه ۱۹۸۰      |
| ۴۵۹۵ | Prinz             | ۲ مارس ۱۹۸۱     |
| ۴۵۹۵ | 1981 QB           | ۲۸ اوت ۱۹۸۱     |
| ۴۵۹۷ | Consolmagno       | ۳۰ اکتبر ۱۹۸۳   |
| ۴۵۹۸ | Coradini          | ۱۵ اوت ۱۹۸۵     |
| ۴۵۹۹ | Rowan             | ۵ سپتامبر ۱۹۸۵  |
| ۴۶۰۰ | Meadows           | ۱۰ سپتامبر ۱۹۸۵ |
| ۴۶۰۱ | Ludkewycz         | ۳ ژوئن ۱۹۸۶     |
| ۴۶۰۲ | Heudier           | ۲۸ اکتبر ۱۹۸۶   |
| ۴۶۰۳ | Bertaud           | ۲۵ نوامبر ۱۹۸۶  |
| ۴۶۰۴ | Stekarstrom       | ۱۸ سپتامبر ۱۹۸۷ |
| ۴۶۰۵ | Nikitin           | ۱۸ سپتامبر ۱۹۸۷ |
| ۴۶۰۶ | Saheki            | ۲۷ اکتبر ۱۹۸۷   |
| ۴۶۰۷ | Seilandfarm       | ۲۵ نوامبر ۱۹۸۷  |
| ۴۶۰۸ | Wodehouse         | ۱۹ ژانویه ۱۹۸۸  |
| ۴۶۰۹ | Pizarro           | ۱۳ فوریه ۱۹۸۸   |
| ۴۶۱۰ | Kajov             | ۲۶ مارس ۱۹۸۹    |
| ۴۶۱۱ | Vulkaneifel       | ۵ آوریل ۱۹۸۹    |
| ۴۶۱۲ | Greenstein        | ۲ مه ۱۹۸۹       |
| ۴۶۱۳ | Mamoru            | ۲۲ ژوئیه ۱۹۹۰   |
| ۴۶۱۴ | Masamura          | ۲۱ اوت ۱۹۹۰     |
| ۴۶۱۵ | Zinner            | ۱۳ سپتامبر ۱۹۲۳ |
| ۴۶۱۶ | Batalov           | ۱۷ ژانویه ۱۹۷۵  |
| ۴۶۱۷ | Zadunaisky        | ۲۲ فوریه ۱۹۷۶   |
| ۴۶۱۸ | Shakhovskoj       | ۱۲ سپتامبر ۱۹۷۷ |
| ۴۶۱۹ | Polyakhova        | ۱۱ سپتامبر ۱۹۷۷ |
| ۴۶۲۰ | Bickley           | ۲۸ ژوئیه ۱۹۷۸   |
| ۴۶۲۱ | Tambov            | ۲۷ اوت ۱۹۷۹     |
| ۴۶۲۲ | Solovjova         | ۱۶ نوامبر ۱۹۷۹  |
| ۴۶۲۳ | Obraztsova        | ۲۴ اکتبر ۱۹۸۱   |
| ۴۶۲۴ | Stefani           | ۲۳ مارس ۱۹۸۲    |
| ۴۶۲۵ | Shchedrin         | ۲۰ اکتبر ۱۹۸۲   |
| ۴۶۲۶ | Plisetskaya       | ۲۳ دسامبر ۱۹۸۴  |
| ۴۶۲۷ | 1985 RT2          | ۵ سپتامبر ۱۹۸۵  |
| ۴۶۲۸ | Laplace           | ۷ سپتامبر ۱۹۸۶  |
| ۴۶۲۹ | Walford           | ۷ اکتبر ۱۹۸۶    |
| ۴۶۳۰ | Chaonis           | ۱۸ نوامبر ۱۹۸۷  |
| ۴۶۳۱ | Yabu              | ۲۲ نوامبر ۱۹۸۷  |
| ۴۶۳۲ | Udagawa           | ۱۷ دسامبر ۱۹۸۷  |
| ۴۶۳۳ | 1988 AJ5          | ۱۴ ژانویه ۱۹۸۸  |
| ۴۶۳۴ | Shibuya           | ۱۶ ژانویه ۱۹۸۸  |
| ۴۶۳۵ | Rimbaud           | ۲۱ ژانویه ۱۹۸۸  |
| ۴۶۳۶ | Chile             | ۱۳ فوریه ۱۹۸۸   |
| ۴۶۳۷ | Odorico           | ۸ فوریه ۱۹۸۹    |
| ۴۶۳۸ | Estens            | ۲ مارس ۱۹۸۹     |
| ۴۶۳۹ | Minox             | ۵ مارس ۱۹۸۹     |
| ۴۶۴۰ | Hara              | ۱ آوریل ۱۹۸۹    |
| ۴۶۴۱ | 1990 QT3          | ۳۰ اوت ۱۹۹۰     |
| ۴۶۴۲ | Murchie           | ۲۳ اوت ۱۹۹۰     |
| ۴۶۴۳ | Cisneros          | ۲۳ اوت ۱۹۹۰     |
| ۴۶۴۴ | Oumu              | ۱۶ سپتامبر ۱۹۹۰ |
| ۴۶۴۵ | Tentaikojo        | ۱۶ سپتامبر ۱۹۹۰ |
| ۴۶۴۶ | Kwee              | ۲۴ سپتامبر ۱۹۶۰ |
| ۴۶۴۷ | Syuji             | ۹ اکتبر ۱۹۳۱    |
| ۴۶۴۸ | Tirion            | ۱۸ اکتبر ۱۹۳۱   |
| ۴۶۴۹ | Sumoto            | ۲۰ دسامبر ۱۹۳۶  |
| ۴۶۵۰ | Mori              | ۵ اکتبر ۱۹۵۰    |
| ۴۶۵۱ | Wongkwancheng     | ۳۱ اکتبر ۱۹۵۷   |
| ۴۶۵۲ | Iannini           | ۳۰ اوت ۱۹۷۵     |
| ۴۶۵۳ | Tommaso           | ۱ آوریل ۱۹۷۶    |
| ۴۶۵۴ | Gorʹkavyj         | ۱۱ سپتامبر ۱۹۷۷ |
| ۴۶۵۵ | Marjoriika        | ۱ سپتامبر ۱۹۷۸  |
| ۴۶۵۶ | 1978 VZ3          | ۷ نوامبر ۱۹۷۸   |
| ۴۶۵۷ | Lopez             | ۲۲ سپتامبر ۱۹۷۹ |
| ۴۶۵۸ | Gavrilov          | ۲۴ سپتامبر ۱۹۷۹ |
| ۴۶۵۹ | Roddenberry       | ۲ مارس ۱۹۸۱     |
| ۴۶۶۰ | Nereus            | ۲۸ فوریه ۱۹۸۲   |
| ۴۶۶۱ | Yebes             | ۱۷ نوامبر ۱۹۸۲  |
| ۴۶۶۲ | Runk              | ۱۹ آوریل ۱۹۸۴   |
| ۴۶۶۳ | Falta             | ۲۷ سپتامبر ۱۹۸۴ |
| ۴۶۶۴ | Hanner            | ۱۴ اوت ۱۹۸۵     |
| ۴۶۶۵ | Muinonen          | ۱۵ اکتبر ۱۹۸۵   |
| ۴۶۶۶ | Dietz             | ۴ مه ۱۹۸۶       |
| ۴۶۶۷ | Robbiesh          | ۴ نوامبر ۱۹۸۶   |
| ۴۶۶۸ | 1987 DX5          | ۲۱ فوریه ۱۹۸۷   |
| ۴۶۶۹ | Hoder             | ۲۷ اکتبر ۱۹۸۷   |
| ۴۶۷۰ | Yoshinogawa       | ۱۹ دسامبر ۱۹۸۷  |
| ۴۶۷۱ | Drtikol           | ۱۰ ژانویه ۱۹۸۸  |
| ۴۶۷۲ | Takuboku          | ۱۷ آوریل ۱۹۸۸   |
| ۴۶۷۳ | Bortle            | ۸ ژوئن ۱۹۸۸     |
| ۴۶۷۴ | Pauling           | ۲ مه ۱۹۸۹       |
| ۴۶۷۵ | Ohboke            | ۱۹ سپتامبر ۱۹۹۰ |
| ۴۶۷۶ | Uedaseiji         | ۱۶ سپتامبر ۱۹۹۰ |
| ۴۶۷۷ | Hiroshi           | ۲۶ سپتامبر ۱۹۹۰ |
| ۴۶۷۸ | Ninian            | ۲۴ سپتامبر ۱۹۹۰ |
| ۴۶۷۹ | Sybil             | ۹ اکتبر ۱۹۹۰    |
| ۴۶۸۰ | Lohrmann          | ۳۱ اوت ۱۹۳۷     |
| ۴۶۸۱ | Ermak             | ۸ اکتبر ۱۹۶۹    |
| ۴۶۸۲ | Bykov             | ۲۷ سپتامبر ۱۹۷۳ |
| ۴۶۸۳ | Veratar           | ۱ آوریل ۱۹۷۶    |
| ۴۶۸۴ | Bendjoya          | ۱۰ آوریل ۱۹۷۸   |
| ۴۶۸۵ | Karetnikov        | ۲۷ سپتامبر ۱۹۷۸ |
| ۴۶۸۶ | Maisica           | ۲۲ سپتامبر ۱۹۷۹ |
| ۴۶۸۷ | Brunsandrej       | ۲۴ سپتامبر ۱۹۷۹ |
| ۴۶۸۷ | 1980 WF           | ۲۹ نوامبر ۱۹۸۰  |
| ۴۶۸۹ | Donn              | ۳۰ دسامبر ۱۹۸۰  |
| ۴۶۹۰ | Strasbourg        | ۹ ژانویه ۱۹۸۳   |
| ۴۶۹۱ | Toyen             | ۷ اکتبر ۱۹۸۳    |
| ۴۶۹۲ | SIMBAD            | ۴ نوامبر ۱۹۸۳   |
| ۴۶۹۳ | Drummond          | ۲۸ نوامبر ۱۹۸۳  |
| ۴۶۹۴ | Festou            | ۱۴ اوت ۱۹۸۵     |
| ۴۶۹۵ | 1985 RU3          | ۷ سپتامبر ۱۹۸۵  |
| ۴۶۹۶ | Arpigny           | ۱۵ اکتبر ۱۹۸۵   |
| ۴۶۹۶ | 1986 QO           | ۲۶ اوت ۱۹۸۶     |
| ۴۶۹۸ | Jizera            | ۴ سپتامبر ۱۹۸۶  |
| ۴۶۹۹ | Sootan            | ۴ نوامبر ۱۹۸۶   |
| ۴۷۰۰ | Carusi            | ۶ نوامبر ۱۹۸۶   |
| ۴۷۰۱ | Milani            | ۶ نوامبر ۱۹۸۶   |
| ۴۷۰۲ | Berounka          | ۲۳ آوریل ۱۹۸۷   |
| ۴۷۰۳ | Kagoshima         | ۱۶ ژانویه ۱۹۸۸  |
| ۴۷۰۴ | Sheena            | ۲۸ ژانویه ۱۹۸۸  |
| ۴۷۰۵ | Secchi            | ۱۳ فوریه ۱۹۸۸   |
| ۴۷۰۶ | Dennisreuter      | ۱۶ فوریه ۱۹۸۸   |
| ۴۷۰۷ | Khryses           | ۱۳ اوت ۱۹۸۸     |
| ۴۷۰۸ | Polydoros         | ۱۱ سپتامبر ۱۹۸۸ |
| ۴۷۰۹ | Ennomos           | ۱۲ اکتبر ۱۹۸۸   |
| ۴۷۱۰ | Wade              | ۴ ژانویه ۱۹۸۹   |
| ۴۷۱۱ | Kathy             | ۳۱ مه ۱۹۸۹      |
| ۴۷۱۲ | Iwaizumi          | ۲۵ اوت ۱۹۸۹     |
| ۴۷۱۳ | Steel             | ۲۶ اوت ۱۹۸۹     |
| ۴۷۱۴ | Toyohiro          | ۲۹ سپتامبر ۱۹۸۹ |
| ۴۷۱۵ | 1989 TS1          | ۹ اکتبر ۱۹۸۹    |
| ۴۷۱۶ | Urey              | ۳۰ اکتبر ۱۹۸۹   |
| ۴۷۱۷ | Kaneko            | ۲۰ نوامبر ۱۹۸۹  |
| ۴۷۱۸ | Araki             | ۱۳ نوامبر ۱۹۹۰  |
| ۴۷۱۹ | Burnaby           | ۲۱ نوامبر ۱۹۹۰  |
| ۴۷۲۰ | Tottori           | ۱۹ دسامبر ۱۹۹۰  |
| ۴۷۲۱ | Atahualpa         | ۲۹ سپتامبر ۱۹۷۳ |
| ۴۷۲۲ | Agelaos           | ۱۶ اکتبر ۱۹۷۷   |
| ۴۷۲۳ | Wolfgangmattig    | ۱۱ اکتبر ۱۹۳۷   |
| ۴۷۲۴ | Brocken           | ۱۸ ژانویه ۱۹۶۱  |
| ۴۷۲۵ | Milone            | ۳۱ دسامبر ۱۹۷۵  |
| ۴۷۲۶ | Federer           | ۲۵ سپتامبر ۱۹۷۶ |
| ۴۷۲۷ | Ravel             | ۲۴ اکتبر ۱۹۷۹   |
| ۴۷۲۸ | Lyapidevskij      | ۱۱ نوامبر ۱۹۷۹  |
| ۴۷۲۹ | Mikhailmilʹ       | ۸ سپتامبر ۱۹۸۰  |
| ۴۷۳۰ | Xingmingzhou      | ۷ دسامبر ۱۹۸۰   |
| ۴۷۳۱ | Monicagrady       | ۱ مارس ۱۹۸۱     |
| ۴۷۳۲ | Froeschle         | ۳ مه ۱۹۸۱       |
| ۴۷۳۳ | ORO               | ۱۹ آوریل ۱۹۸۲   |
| ۴۷۳۴ | Rameau            | ۱۹ اکتبر ۱۹۸۲   |
| ۴۷۳۵ | Gary              | ۹ ژانویه ۱۹۸۳   |
| ۴۷۳۶ | Johnwood          | ۱۳ ژانویه ۱۹۸۳  |
| ۴۷۳۷ | Kiladze           | ۲۴ اوت ۱۹۸۵     |
| ۴۷۳۸ | 1985 RZ4          | ۱۵ سپتامبر ۱۹۸۵ |
| ۴۷۳۹ | Tomahrens         | ۱۵ اکتبر ۱۹۸۵   |
| ۴۷۴۰ | Veniamina         | ۲۲ اکتبر ۱۹۸۵   |
| ۴۷۴۱ | Leskov            | ۱۰ نوامبر ۱۹۸۵  |
| ۴۷۴۲ | Caliumi           | ۲۶ نوامبر ۱۹۸۶  |
| ۴۷۴۳ | Kikuchi           | ۱۶ فوریه ۱۹۸۸   |
| ۴۷۴۴ | 1988 RF5          | ۲ سپتامبر ۱۹۸۸  |
| ۴۷۴۵ | Nancymarie        | ۹ ژوئیه ۱۹۸۹    |
| ۴۷۴۶ | Doi               | ۹ اکتبر ۱۹۸۹    |
| ۴۷۴۷ | Jujo              | ۱۹ نوامبر ۱۹۸۹  |
| ۴۷۴۸ | Tokiwagozen       | ۲۰ نوامبر ۱۹۸۹  |
| ۴۷۴۹ | 1989 WE1          | ۲۲ نوامبر ۱۹۸۹  |
| ۴۷۵۰ | Mukai             | ۱۵ دسامبر ۱۹۹۰  |
| ۴۷۵۱ | Alicemanning      | ۱۷ ژانویه ۱۹۹۱  |
| ۴۷۵۲ | Myron             | ۲۹ سپتامبر ۱۹۷۳ |
| ۴۷۵۳ | Phidias           | ۱۶ اکتبر ۱۹۷۷   |
| ۴۷۵۴ | Panthoos          | ۱۶ اکتبر ۱۹۷۷   |
| ۴۷۵۵ | Nicky             | ۶ اکتبر ۱۹۳۱    |
| ۴۷۵۶ | Asaramas          | ۲۱ آوریل ۱۹۵۰   |
| ۴۷۵۷ | Liselotte         | ۱۹ سپتامبر ۱۹۷۳ |
| ۴۷۵۸ | Hermitage         | ۲۷ سپتامبر ۱۹۷۸ |
| ۴۷۵۹ | 1978 VG10         | ۷ نوامبر ۱۹۷۸   |
| ۴۷۶۰ | Jia-xiang         | ۱ آوریل ۱۹۸۱    |
| ۴۷۶۱ | Urrutia           | ۲۷ اوت ۱۹۸۱     |
| ۴۷۶۲ | Dobrynya          | ۱۶ سپتامبر ۱۹۸۲ |
| ۴۷۶۳ | Ride              | ۲۲ ژانویه ۱۹۸۳  |
| ۴۷۶۴ | Joneberhart       | ۱۱ فوریه ۱۹۸۳   |
| ۴۷۶۵ | Wasserburg        | ۵ مه ۱۹۸۶       |
| ۴۷۶۶ | Malin             | ۲۸ مارس ۱۹۸۷    |
| ۴۷۶۷ | Sutoku            | ۴ آوریل ۱۹۸۷    |
| ۴۷۶۸ | Hartley           | ۱۱ اوت ۱۹۸۸     |
| ۴۷۶۹ | Castalia          | ۹ اوت ۱۹۸۹      |
| ۴۷۷۰ | Lane              | ۹ اوت ۱۹۸۹      |
| ۴۷۷۱ | Hayashi           | ۷ سپتامبر ۱۹۸۹  |
| ۴۷۷۱ | 1989 VM           | ۲ نوامبر ۱۹۸۹   |
| ۴۷۷۳ | Hayakawa          | ۱۷ نوامبر ۱۹۸۹  |
| ۴۷۷۴ | Hobetsu           | ۱۴ فوریه ۱۹۹۱   |
| ۴۷۷۵ | Hansen            | ۳ اکتبر ۱۹۲۷    |
| ۴۷۷۶ | Luyi              | ۳ نوامبر ۱۹۷۵   |
| ۴۷۷۷ | Aksenov           | ۲۴ سپتامبر ۱۹۷۶ |
| ۴۷۷۸ | Fuss              | ۹ اکتبر ۱۹۷۸    |
| ۴۷۷۹ | Whitley           | ۶ دسامبر ۱۹۷۸   |
| ۴۷۸۰ | Polina            | ۲۵ آوریل ۱۹۷۹   |
| ۴۷۸۱ | Sladkovic         | ۳ اکتبر ۱۹۸۰    |
| ۴۷۸۲ | Gembloux          | ۱۴ اکتبر ۱۹۸۰   |
| ۴۷۸۳ | Wasson            | ۱۲ ژانویه ۱۹۸۳  |
| ۴۷۸۴ | 1984 DF1          | ۲۸ فوریه ۱۹۸۴   |
| ۴۷۸۵ | Petrov            | ۱۷ دسامبر ۱۹۸۴  |
| ۴۷۸۶ | Tatianina         | ۱۳ اوت ۱۹۸۵     |
| ۴۷۸۷ | Shulʹzhenko       | ۶ سپتامبر ۱۹۸۶  |
| ۴۷۸۸ | Simpson           | ۴ اکتبر ۱۹۸۶    |
| ۴۷۸۹ | Sprattia          | ۲۰ اکتبر ۱۹۸۷   |
| ۴۷۹۰ | Petrpravec        | ۹ اوت ۱۹۸۸      |
| ۴۷۹۱ | Iphidamas         | ۱۴ اوت ۱۹۸۸     |
| ۴۷۹۲ | Lykaon            | ۱۰ سپتامبر ۱۹۸۸ |
| ۴۷۹۳ | 1988 RR4          | ۱ سپتامبر ۱۹۸۸  |
| ۴۷۹۴ | Bogard            | ۱۶ سپتامبر ۱۹۸۸ |
| ۴۷۹۵ | Kihara            | ۷ فوریه ۱۹۸۹    |
| ۴۷۹۶ | Lewis             | ۳ ژوئن ۱۹۸۹     |
| ۴۷۹۷ | Ako               | ۳۰ سپتامبر ۱۹۸۹ |
| ۴۷۹۸ | Mercator          | ۲۶ سپتامبر ۱۹۸۹ |
| ۴۷۹۹ | Hirasawa          | ۸ اکتبر ۱۹۸۹    |
| ۴۸۰۰ | 1989 TG17         | ۹ اکتبر ۱۹۸۹    |
| ۴۸۰۱ | Ohre              | ۲۲ اکتبر ۱۹۸۹   |
| ۴۸۰۲ | Khatchaturian     | ۲۳ اکتبر ۱۹۸۹   |
| ۴۸۰۳ | Birkle            | ۱ دسامبر ۱۹۸۹   |
| ۴۸۰۴ | Pasteur           | ۲ دسامبر ۱۹۸۹   |
| ۴۸۰۵ | Asteropaios       | ۱۳ نوامبر ۱۹۹۰  |
| ۴۸۰۶ | Miho              | ۲۲ دسامبر ۱۹۹۰  |
| ۴۸۰۷ | Noboru            | ۱۰ ژانویه ۱۹۹۱  |
| ۴۸۰۸ | Ballaero          | ۲۱ ژانویه ۱۹۲۵  |
| ۴۸۰۹ | Robertball        | ۵ سپتامبر ۱۹۲۸  |
| ۴۸۱۰ | Ruslanova         | ۱۴ آوریل ۱۹۷۲   |
| ۴۸۱۱ | Semashko          | ۲۵ سپتامبر ۱۹۷۳ |
| ۴۸۱۲ | Hakuhou           | ۱۸ فوریه ۱۹۷۷   |
| ۴۸۱۳ | Terebizh          | ۱۱ سپتامبر ۱۹۷۷ |
| ۴۸۱۴ | Casacci           | ۱ سپتامبر ۱۹۷۸  |
| ۴۸۱۵ | Anders            | ۲ مارس ۱۹۸۱     |
| ۴۸۱۶ | Connelly          | ۳ اوت ۱۹۸۱      |
| ۴۸۱۷ | 1984 DC1          | ۲۷ فوریه ۱۹۸۴   |
| ۴۸۱۸ | Elgar             | ۱ مارس ۱۹۸۴     |
| ۴۸۱۹ | Gifford           | ۲۴ مه ۱۹۸۵      |
| ۴۸۲۰ | Fay               | ۱۵ سپتامبر ۱۹۸۵ |
| ۴۸۲۱ | Bianucci          | ۵ مارس ۱۹۸۶     |
| ۴۸۲۲ | Karge             | ۴ اکتبر ۱۹۸۶    |
| ۴۸۲۳ | Libenice          | ۴ اکتبر ۱۹۸۶    |
| ۴۸۲۴ | Stradonice        | ۲۵ نوامبر ۱۹۸۶  |
| ۴۸۲۵ | Ventura           | ۱۱ فوریه ۱۹۸۸   |
| ۴۸۲۶ | Wilhelms          | ۱۱ مه ۱۹۸۸      |
| ۴۸۲۷ | Dares             | ۱۷ اوت ۱۹۸۸     |
| ۴۸۲۸ | Misenus           | ۱۱ سپتامبر ۱۹۸۸ |
| ۴۸۲۹ | Sergestus         | ۱۰ سپتامبر ۱۹۸۸ |
| ۴۸۳۰ | 1988 RG4          | ۱ سپتامبر ۱۹۸۸  |
| ۴۸۳۱ | Baldwin           | ۱۴ سپتامبر ۱۹۸۸ |
| ۴۸۳۲ | Palinurus         | ۱۲ اکتبر ۱۹۸۸   |
| ۴۸۳۳ | Meges             | ۸ ژانویه ۱۹۸۹   |
| ۴۸۳۴ | Thoas             | ۱۱ ژانویه ۱۹۸۹  |
| ۴۸۳۴ | 1989 BQ           | ۲۹ ژانویه ۱۹۸۹  |
| ۴۸۳۶ | Medon             | ۲ فوریه ۱۹۸۹    |
| ۴۸۳۷ | Bickerton         | ۳۰ ژوئن ۱۹۸۹    |
| ۴۸۳۸ | Billmclaughlin    | ۲ ژوئیه ۱۹۸۹    |
| ۴۸۳۹ | Daisetsuzan       | ۲۵ اوت ۱۹۸۹     |
| ۴۸۴۰ | Otaynang          | ۲۳ اکتبر ۱۹۸۹   |
| ۴۸۴۱ | Manjiro           | ۲۸ اکتبر ۱۹۸۹   |
| ۴۸۴۲ | Atsushi           | ۲۱ نوامبر ۱۹۸۹  |
| ۴۸۴۳ | Megantic          | ۲۸ فوریه ۱۹۹۰   |
| ۴۸۴۴ | Matsuyama         | ۲۳ ژانویه ۱۹۹۱  |
| ۴۸۴۵ | Tsubetsu          | ۵ مارس ۱۹۹۱     |
| ۴۸۴۶ | Tuthmosis         | ۲۴ سپتامبر ۱۹۶۰ |
| ۴۸۴۷ | Amenhotep         | ۲۴ سپتامبر ۱۹۶۰ |
| ۴۸۴۸ | Tutenchamun       | ۳۰ سپتامبر ۱۹۷۳ |
| ۴۸۴۹ | Ardenne           | ۱۷ اوت ۱۹۳۶     |
| ۴۸۵۰ | Palestrina        | ۲۷ اکتبر ۱۹۷۳   |
| ۴۸۵۱ | Vodopʹyanova      | ۲۶ اکتبر ۱۹۷۶   |
| ۴۸۵۲ | Pamjones          | ۱۵ مه ۱۹۷۷      |
| ۴۸۵۳ | Marielukac        | ۲۸ ژوئن ۱۹۷۹    |
| ۴۸۵۴ | Edscott           | ۲ مارس ۱۹۸۱     |
| ۴۸۵۵ | Tenpyou           | ۱۴ نوامبر ۱۹۸۲  |
| ۴۸۵۶ | Seaborg           | ۱۱ ژوئن ۱۹۸۳    |
| ۴۸۵۷ | Altgamia          | ۲۹ مارس ۱۹۸۴    |
| ۴۸۵۷ | 1985 UA           | ۲۳ اکتبر ۱۹۸۵   |
| ۴۸۵۹ | Fraknoi           | ۷ اکتبر ۱۹۸۶    |
| ۴۸۶۰ | Gubbio            | ۳ مارس ۱۹۸۷     |
| ۴۸۶۱ | Nemirovskij       | ۲۷ اوت ۱۹۸۷     |
| ۴۸۶۲ | Loke              | ۳۰ سپتامبر ۱۹۸۷ |
| ۴۸۶۳ | Yasutani          | ۱۳ نوامبر ۱۹۸۷  |
| ۴۸۶۴ | 1988 RA5          | ۲ سپتامبر ۱۹۸۸  |
| ۴۸۶۵ | Sor               | ۱۸ اکتبر ۱۹۸۸   |
| ۴۸۶۶ | Badillo           | ۱۰ نوامبر ۱۹۸۸  |
| ۴۸۶۷ | Polites           | ۲۷ سپتامبر ۱۹۸۹ |
| ۴۸۶۸ | Knushevia         | ۲۷ اکتبر ۱۹۸۹   |
| ۴۸۶۹ | Piotrovsky        | ۲۶ اکتبر ۱۹۸۹   |
| ۴۸۷۰ | Shcherbanʹ        | ۲۵ اکتبر ۱۹۸۹   |
| ۴۸۷۱ | Riverside         | ۲۴ نوامبر ۱۹۸۹  |
| ۴۸۷۲ | Grieg             | ۲۵ دسامبر ۱۹۸۹  |
| ۴۸۷۳ | Fukaya            | ۴ مارس ۱۹۹۰     |
| ۴۸۷۴ | Burke             | ۱۲ ژانویه ۱۹۹۱  |
| ۴۸۷۵ | Ingalls           | ۱۹ فوریه ۱۹۹۱   |
| ۴۸۷۶ | Strabo            | ۲۹ سپتامبر ۱۹۷۳ |
| ۴۸۷۷ | Humboldt          | ۲۵ سپتامبر ۱۹۷۳ |
| ۴۸۷۸ | Gilhutton         | ۱۸ ژوئیه ۱۹۶۸   |
| ۴۸۷۹ | Zykina            | ۱۲ نوامبر ۱۹۷۴  |
| ۴۸۸۰ | Tovstonogov       | ۱۴ اکتبر ۱۹۷۵   |
| ۴۸۸۰ | 1975 XJ           | ۱ دسامبر ۱۹۷۵   |
| ۴۸۸۲ | Divari            | ۲۱ اوت ۱۹۷۷     |
| ۴۸۸۳ | Korolirina        | ۵ سپتامبر ۱۹۷۸  |
| ۴۸۸۴ | Bragaria          | ۲۱ ژوئیه ۱۹۷۹   |
| ۴۸۸۵ | Grange            | ۱۰ ژوئن ۱۹۸۰    |
| ۴۸۸۶ | Kojima            | ۱ مارس ۱۹۸۱     |
| ۴۸۸۷ | Takihiroi         | ۲ مارس ۱۹۸۱     |
| ۴۸۸۸ | Doreen            | ۵ مه ۱۹۸۱       |
| ۴۸۸۹ | Praetorius        | ۱۹ اکتبر ۱۹۸۲   |
| ۴۸۹۰ | Shikanosima       | ۱۴ نوامبر ۱۹۸۲  |
| ۴۸۹۱ | Blaga             | ۴ آوریل ۱۹۸۴    |
| ۴۸۹۲ | Chrispollas       | ۱۱ اکتبر ۱۹۸۵   |
| ۴۸۹۳ | Seitter           | ۹ اوت ۱۹۸۶      |
| ۴۸۹۴ | Ask               | ۸ سپتامبر ۱۹۸۶  |
| ۴۸۹۵ | Embla             | ۱۳ اکتبر ۱۹۸۶   |
| ۴۸۹۶ | Tomoegozen        | ۲۰ دسامبر ۱۹۸۶  |
| ۴۸۹۷ | Tomhamilton       | ۲۲ اوت ۱۹۸۷     |
| ۴۸۹۸ | Nishiizumi        | ۱۹ مارس ۱۹۸۸    |
| ۴۸۹۹ | Candace           | ۹ مه ۱۹۸۸       |
| ۴۹۰۰ | Maymelou          | ۱۶ ژوئن ۱۹۸۸    |
| ۴۹۰۰ | 1988 VJ           | ۳ نوامبر ۱۹۸۸   |
| ۴۹۰۲ | Thessandrus       | ۹ ژانویه ۱۹۸۹   |
| ۴۹۰۳ | Ichikawa          | ۲۰ اکتبر ۱۹۸۹   |
| ۴۹۰۴ | Makio             | ۲۱ نوامبر ۱۹۸۹  |
| ۴۹۰۵ | Hiromi            | ۱۵ مه ۱۹۹۱      |
| ۴۹۰۶ | Seneferu          | ۲۴ سپتامبر ۱۹۶۰ |
| ۴۹۰۷ | Zoser             | ۱۷ اکتبر ۱۹۶۰   |
| ۴۹۰۸ | Ward              | ۱۷ سپتامبر ۱۹۳۳ |
| ۴۹۰۹ | Couteau           | ۲۸ سپتامبر ۱۹۴۹ |
| ۴۹۱۰ | Kawasato          | ۱۱ اوت ۱۹۵۳     |
| ۴۹۱۱ | Rosenzweig        | ۱۶ اکتبر ۱۹۵۳   |
| ۴۹۱۲ | Emilhaury         | ۱۱ نوامبر ۱۹۵۳  |
| ۴۹۱۳ | Wangxuan          | ۲۰ سپتامبر ۱۹۶۵ |
| ۴۹۱۴ | Pardina           | ۹ آوریل ۱۹۶۹    |
| ۴۹۱۵ | Solzhenitsyn      | ۸ اکتبر ۱۹۶۹    |
| ۴۹۱۶ | Brumberg          | ۱۰ اوت ۱۹۷۰     |
| ۴۹۱۷ | Yurilvovia        | ۲۸ سپتامبر ۱۹۷۳ |
| ۴۹۱۸ | Rostropovich      | ۲۴ اوت ۱۹۷۴     |
| ۴۹۱۹ | Vishnevskaya      | ۱۹ سپتامبر ۱۹۷۴ |
| ۴۹۲۰ | Gromov            | ۸ اوت ۱۹۷۸      |
| ۴۹۲۱ | Volonte           | ۲۹ سپتامبر ۱۹۸۰ |
| ۴۹۲۲ | Leshin            | ۲ مارس ۱۹۸۱     |
| ۴۹۲۳ | Clarke            | ۲ مارس ۱۹۸۱     |
| ۴۹۲۴ | Hiltner           | ۲ مارس ۱۹۸۱     |
| ۴۹۲۵ | Zhoushan          | ۳ دسامبر ۱۹۸۱   |
| ۴۹۲۶ | Smoktunovskij     | ۱۶ سپتامبر ۱۹۸۲ |
| ۴۹۲۷ | O'Connell         | ۲۱ اکتبر ۱۹۸۲   |
| ۴۹۲۸ | Vermeer           | ۲۱ اکتبر ۱۹۸۲   |
| ۴۹۲۹ | Yamatai           | ۱۳ دسامبر ۱۹۸۲  |
| ۴۹۳۰ | Rephiltim         | ۱۰ ژانویه ۱۹۸۳  |
| ۴۹۳۱ | Tomsk             | ۱۱ فوریه ۱۹۸۳   |
| ۴۹۳۲ | Texstapa          | ۹ مارس ۱۹۸۴     |
| ۴۹۳۳ | 1984 EN1          | ۲ مارس ۱۹۸۴     |
| ۴۹۳۴ | Rhoneranger       | ۱۵ مه ۱۹۸۵      |
| ۴۹۳۵ | Maslachkova       | ۱۳ اوت ۱۹۸۵     |
| ۴۹۳۶ | Butakov           | ۲۲ اکتبر ۱۹۸۵   |
| ۴۹۳۷ | Lintott           | ۱ فوریه ۱۹۸۶    |
| ۴۹۳۸ | 1986 CQ1          | ۵ فوریه ۱۹۸۶    |
| ۴۹۳۹ | 1986 QL1          | ۲۷ اوت ۱۹۸۶     |
| ۴۹۴۰ | Polenov           | ۱۸ اوت ۱۹۸۶     |
| ۴۹۴۰ | 1986 UA           | ۲۵ اکتبر ۱۹۸۶   |
| ۴۹۴۲ | 1987 DU6          | ۲۴ فوریه ۱۹۸۷   |
| ۴۹۴۲ | 1987              | OQ              |
| ۴۹۴۴ | Kozlovskij        | ۲ سپتامبر ۱۹۸۷  |
| ۴۹۴۵ | Ikenozenni        | ۱۸ سپتامبر ۱۹۸۷ |
| ۴۹۴۶ | Askalaphus        | ۲۱ ژانویه ۱۹۸۸  |
| ۴۹۴۷ | Ninkasi           | ۱۲ اکتبر ۱۹۸۸   |
| ۴۹۴۸ | Hideonishimura    | ۳ نوامبر ۱۹۸۸   |
| ۴۹۴۸ | 1988 WE           | ۲۹ نوامبر ۱۹۸۸  |
| ۴۹۵۰ | House             | ۷ دسامبر ۱۹۸۸   |
| ۴۹۵۱ | Iwamoto           | ۲۱ ژانویه ۱۹۹۰  |
| ۴۹۵۲ | Kibeshigemaro     | ۲۶ مارس ۱۹۹۰    |
| ۴۹۵۲ | 1990 MU           | ۲۳ ژوئن ۱۹۹۰    |
| ۴۹۵۴ | Eric              | ۲۳ سپتامبر ۱۹۹۰ |
| ۴۹۵۵ | Gold              | ۱۷ سپتامبر ۱۹۹۰ |
| ۴۹۵۶ | Noymer            | ۱۲ نوامبر ۱۹۹۰  |
| ۴۹۵۷ | Brucemurray       | ۱۵ دسامبر ۱۹۹۰  |
| ۴۹۵۸ | Wellnitz          | ۱۳ ژوئیه ۱۹۹۱   |
| ۴۹۵۹ | Niinoama          | ۱۵ اوت ۱۹۹۱     |
| ۴۹۶۰ | Mayo              | ۲۴ سپتامبر ۱۹۶۰ |
| ۴۹۶۱ | Timherder         | ۸ اکتبر ۱۹۵۸    |
| ۴۹۶۲ | Vecherka          | ۱ اکتبر ۱۹۷۳    |
| ۴۹۶۳ | Kanroku           | ۱۸ فوریه ۱۹۷۷   |
| ۴۹۶۴ | Kourovka          | ۲۱ ژوئیه ۱۹۷۹   |
| ۴۹۶۵ | Takeda            | ۶ مارس ۱۹۸۱     |
| ۴۹۶۶ | Edolsen           | ۲ مارس ۱۹۸۱     |
| ۴۹۶۷ | Glia              | ۱۱ فوریه ۱۹۸۳   |
| ۴۹۶۸ | Suzamur           | ۱ اوت ۱۹۸۶      |
| ۴۹۶۹ | Lawrence          | ۴ اکتبر ۱۹۸۶    |
| ۴۹۷۰ | Druyan            | ۱۲ نوامبر ۱۹۸۸  |
| ۴۹۷۱ | Hoshinohiroba     | ۳۰ ژانویه ۱۹۸۹  |
| ۴۹۷۲ | Pachelbel         | ۲۳ اکتبر ۱۹۸۹   |
| ۴۹۷۳ | Showa             | ۱۸ مارس ۱۹۹۰    |
| ۴۹۷۴ | Elford            | ۱۴ ژوئن ۱۹۹۰    |
| ۴۹۷۵ | Dohmoto           | ۱۶ سپتامبر ۱۹۹۰ |
| ۴۹۷۶ | Choukyongchol     | ۹ اوت ۱۹۹۱      |
| ۴۹۷۷ | Rauthgundis       | ۲۴ سپتامبر ۱۹۶۰ |
| ۴۹۷۸ | Seitz             | ۲۹ سپتامبر ۱۹۷۳ |
| ۴۹۷۹ | Otawara           | ۲ اوت ۱۹۴۹      |
| ۴۹۸۰ | Magomaev          | ۱۹ سپتامبر ۱۹۷۴ |
| ۴۹۸۱ | Sinyavskaya       | ۱۲ نوامبر ۱۹۷۴  |
| ۴۹۸۲ | Bartini           | ۱۴ اوت ۱۹۷۷     |
| ۴۹۸۳ | Schroeteria       | ۱۱ سپتامبر ۱۹۷۷ |
| ۴۹۸۴ | 1978 VU10         | ۷ نوامبر ۱۹۷۸   |
| ۴۹۸۵ | Fitzsimmons       | ۲۳ اوت ۱۹۷۹     |
| ۴۹۸۶ | Osipovia          | ۲۳ سپتامبر ۱۹۷۹ |
| ۴۹۸۷ | Flamsteed         | ۲۰ مارس ۱۹۸۰    |
| ۴۹۸۸ | Chushuho          | ۶ نوامبر ۱۹۸۰   |
| ۴۹۸۹ | Joegoldstein      | ۲۸ فوریه ۱۹۸۱   |
| ۴۹۹۰ | Trombka           | ۲ مارس ۱۹۸۱     |
| ۴۹۹۱ | Hansuess          | ۱ مارس ۱۹۸۱     |
| ۴۹۹۲ | Kalman            | ۲۵ اکتبر ۱۹۸۲   |
| ۴۹۹۳ | Cossard           | ۱۱ آوریل ۱۹۸۳   |
| ۴۹۹۴ | Kisala            | ۱ سپتامبر ۱۹۸۳  |
| ۴۹۹۵ | Griffin           | ۲۸ اوت ۱۹۸۴     |
| ۴۹۹۶ | Veisberg          | ۱۱ اوت ۱۹۸۶     |
| ۴۹۹۷ | Ksana             | ۶ اکتبر ۱۹۸۶    |
| ۴۹۹۸ | Kabashima         | ۵ نوامبر ۱۹۸۶   |
| ۴۹۹۹ | MPC               | ۲ فوریه ۱۹۸۷    |
| ۵۰۰۰ | IAU               | ۲۳ اوت ۱۹۸۷     |